# Mohamed Merbah
Mohamed Merbah (19 de septiembre de 1984) es un deportista marroquí que compitió en judo. Ganó tres medallas en el Campeonato Africano de Judo entre los años 2005 y 2009.

## Palmarés internacional
| Campeonato Africano | Campeonato Africano          | Campeonato Africano | Campeonato Africano |
| Año                 | Lugar                        | Medalla             | Categoría           |
| ------------------- | ---------------------------- | ------------------- | ------------------- |
| 2005                | Puerto Elizabeth (Sudáfrica) | Medalla de bronce   | Abierta             |
| 2008                | Agadir (Marruecos)           | Medalla de bronce   | +100 kg             |
| 2009                | Puerto Louis (Mauricio)      | Medalla de plata    | Abierta             |